# Ancho mar de los Sargazos
Ancho mar de los Sargazos (título original en inglés, Wide Sargasso Sea) es una novela paralela poscolonial escrita por la escritora nacida en Dominica Jean Rhys. Puesto que su obra precedente, Good Morning, Midnight (Buenos días, medianoche), se publicó en 1939, Rhys había vivido en la oscuridad. Ancho mar de los Sargazos puso a Rhys de nuevo en el candelero, y se convirtió en su novela más exitosa.
La novela actúa como precuela a la famosa novela de 1847 de Charlotte Brontë Jane Eyre. Es la historia de Antoinette Cosway (conocida como Bertha Mason en Jane Eyre), una heredera blanca criolla, desde la época de su juventud en el Caribe a su infeliz matrimonio con el señor Rochester y su traslado a Inglaterra. Atrapada en una opresiva sociedad patriarcal en la que no pertenece ni al grupo de los europeos blancos ni al de los jamaicanos negros, la novela de Rhys reelabora la diabólica mujer loca del ático de Brontë. Como ocurre con muchas obras poscoloniales, la novela trata ampliamente con los temas de la desigualdad racial y la dureza del desplazamiento y la asimilación.
Ganó el WH Smith Literary Award en 1967, que devolvió a Rhys al centro de la atención pública después de décadas de oscuridad. Fue incluida por la revista Time como una de las mejores cien novelas en inglés desde 1923. Se incluyó, con el núm. 94, en la lista de 100 mejores novelas de la Modern Library. También obtuvo el Premio Cheltenham Booker de 2006 para el año 1966.

## Ediciones en España
- Rhys, Jean: Ancho mar de los Sargazos, Noguer Ediciones (1976) ISBN 978-84-279-1157-4
- Rhys, Jean: El ancho mar de los Sargazos, Bruguera, S.A. (1982) ISBN 978-84-02-09082-9
- Rhys, Jean: Ancho mar de los Sargazos, Editorial Angrama, S.A. (1990) ISBN 978-84-339-3196-2
- Rhys, Jean: Ancho mar de los Sargazos, Ediciones Cátedra, S.A. (1998) ISBN 978-84-376-1687-2
- Rhys, Jean: Ancho mar de los Sargazos, Editorial Anagrama, S.A. (1998) ISBN 978-84-339-1497-2
- Rhys, Jean: Ancho mar de los Sargazos, Círculo de Lectores, S.A. (2005) ISBN 978-84-672-0621-0
- Rhys, Jean: El ancho mar de los Sargazos, Editorial Lumen, S.A. (2009) ISBN 978-84-264-1740-4
- Rhys, Jean: El ancho mar de los Sargazos, Debolsillo (2011) ISBN 978-84-9908-744-3